# André De Meulemeester
Pour les articles homonymes, voir De Meulemeester.
André Émile Alphonse De Meulemeester (Bruges, 28 décembre 1894 - 7 mars 1973) fut un as de l'aviation belge de la Première Guerre mondiale, au cours de laquelle il remporta onze victoires aériennes homologuées et dix-sept victoires probables. Il était surnommé le « chasseur né ».

## Famille
André De Meulemeester était le fils du brasseur Victor De Meulemeester (1866-1927), qui de 1919 jusqu'à sa mort fut sénateur pour l'arrondissement de Bruxelles, élu sur la liste du Parti ouvrier belge. Il était le petit-fils du brasseur Léon De Meulemeester (1841-1922) et de Virginie Verstraete.
En 1925 il épousa Cécile Graux (1904-1998), petite-fille du ministre des Finances (1878-1884) Charles Graux et fille de Charles II Graux qui fut secrétaire de la reine Élisabeth. La sœur de Cécile, Marie-Hélène Graux (1901-1955), épousa Ernest-John Solvay (1895-1972), petit-fils d'Ernest Solvay.
Le couple De Meulemeester vint habiter une splendide maison de maître le long du quai Sainte-Anne à deux pas de la brasserie familiale. Leur maison fut souvent ouverte à des équipes cinématographiques. Le film 'L'Empreinte du dieu', d'après le roman de Maxence Van der Meersch y fut tourné, ainsi que Au risque de se perdre avec Audrey Hepburn. De Meulemeester avait d'ailleurs pris des intérêts dans la société bruxelloise de distribution de films "Mercury Films".
Dans les années soixante, les De Meulemeester fondèrent une association pour venir en aide à des enfants dans le besoin. Ils eurent un fils Patrick (°1926) qui émigra au Canada et une fille, Marie-Anne, qui épousa l'architecte Axel Ghyssaert.
Son décès en 1973 passa largement inaperçu. Seuls les journaux à Bruges y firent écho. Le Festival de musique ancienne lui dédia son concert du 9 août suivant, en souvenir de son mécénat et de sa présence joviale. Un récital eut lieu à l'hôtel de ville, avec les musiciens anglais Nigel Rogers et Colin Tilney.

## Pilote de guerre
André de Meulemeester s'engagea dans l'aviation au début de la Première Guerre mondiale. En octobre 1916, il fut affecté à la 1re escadrille de chasse comme pilote sur un Nieuport 23 peint en jaune. Le 1er février 1917, il remporta une première victoire, mais celle-ci ne put être homologuée. Il dut attendre le 30 avril, pour être à nouveau victorieux et ouvrir officiellement son tableau de chasse. Le 4 novembre 1917, alors qu'il avait remporté six victoires homologuées, de Meulemeester s'attribua neuf victoires probables (non vérifiées), ce qui fait de lui le deuxième as belge, derrière le capitaine Willy Coppens. Il ne manquait pas de prendre avec lui, à chaque sortie, son chihuahua nommé « Stabilo ».
Volant jusqu'alors sur un Nieuport, de Meulemeester fut équipé d'un Hanriot HD.1, début novembre 1917. Sur son nouvel avion, il remporta une nouvelle victoire homologuées et trois victoires probables avant de changer d'escadrille. Après sa dixième victoire, De Meulemeester estima le temps venu d'être promu officier et puisqu'il ne voyait rien venir, il ajouta de son propre chef l'insigne de sous-lieutenant à son uniforme. Ses supérieurs ne lui en firent pas grief et le promurent officiellement. Le 17 mars 1918, il remporta sa première victoire homologuée au sein de la 9e escadrille de chasse. Pour sa onzième victoire homologuée, il abattit un ballon d'observation allemand le 5 octobre 1918, au-dessus de Thourout, il fut blessé à cette occasion.
À la fin de la guerre, il avait pris part à 511 mission de combat, et engagé le feu à 185 reprises. Il fut blessé par deux fois.
Ses compagnons l'avaient surnommé « l'Aigle des Flandres. » Plus tard il reçut également le nom de "Sergent Mystère", le "mystère" étant la conséquence de ce que le nom 'De Meulemeester' était de prononciation difficile pour ses amis francophones. Verbessem parle de lui comme "le chasseur-né". Il raconte qu'aux Moëres, il put s'entretenir longuement avec le roi Victor-Emmanuel III d'Italie, le roi Albert Ier et son chef le capitaine Fernand Jacquet.
André de Meulemeester demeura dans les souvenirs de ses camarades comme un patriote, gai luron, pianiste et aux contours souvent insaissisables.
Il fut à l'origine en 1917 de l'insigne de son escadrille, faite du chardon écossais et de la devise « Nemo me impune lacessit » (« Personne ne me heurte impunément »), qui est de ce fait le plus ancien insigne de la force aérienne belge.
Lors de la campagne des 18 jours en mai 1940 il rejoignit la Force aérienne belge.

## Groupe Mystère
Jusqu'à peu d'années avant son décès, De Meulemeester réunissait régulièrement ses vieux amis du temps de la guerre pour des dîners qu'il offrait au 'Carlton' à Bruxelles. Il donnait à ce groupe d'amis le nom de Groupe Mystère. À chaque réunion une personnalité était l'invité d'honneur.
La liste des personnalités présentes témoigne du carnet d'adresses prestigieux dont André disposait. Il accueillit parmi d'autres : le 11 février 1954 la reine Élisabeth de Belgique (à laquelle fut offert un beau bijou à deux ailes et au centre le A de feu le roi Albert Ier, son mari), les premiers ministres Achille Van Acker, Paul Van Zeeland, Paul-Henri Spaak, Joseph Pholien, Jean Van Houtte, les nonces apostoliques Fernando Cento et Efrem Forni, les ministres Camille Gutt, Arthur Gilson, des généraux, des hauts fonctionnaires, des présidents de banques, etc.

## Brasseur
Après la Première Guerre mondiale André De Meulemeester quitta l'armée et l'aviation pour s'occuper de la brasserie familiale.
Cette brasserie, qui existait déjà en 1553, appartenait à la famille De Meulemeester depuis le début du XIXe siècle. Après la mort en 1927 des deux frères Victor et Alphonse De Meulemeester, une fusion eut lieu l'année suivante entre la brasserie de l'Aigle des De Meulemeester et la brasserie Belgica de la famille Verhaeghe de Naeyer à Gand. Les activités de l'Aigle Belgica furent concentrées à Bruges et André De Meulemeester fut élu président du Conseil d'administration.
En 1978 l'Aigle Belgica fut repris par la Brasserie Piedbœuf de Liège, brasseur de la marque Jupiler. En 1988 une grande fusion eut lieu avec la brasserie Stella Artois de Louvain, brasseur de la Stella qui créa Interbrew. Une fusion en 2004 avec Companhia de Bebidas das Americas (AmBev), fit de Interbrew un des piliers de la multinationale Inbev, devenu en 2008 Anheuser-Busch InBev.

## Artiste-peintre

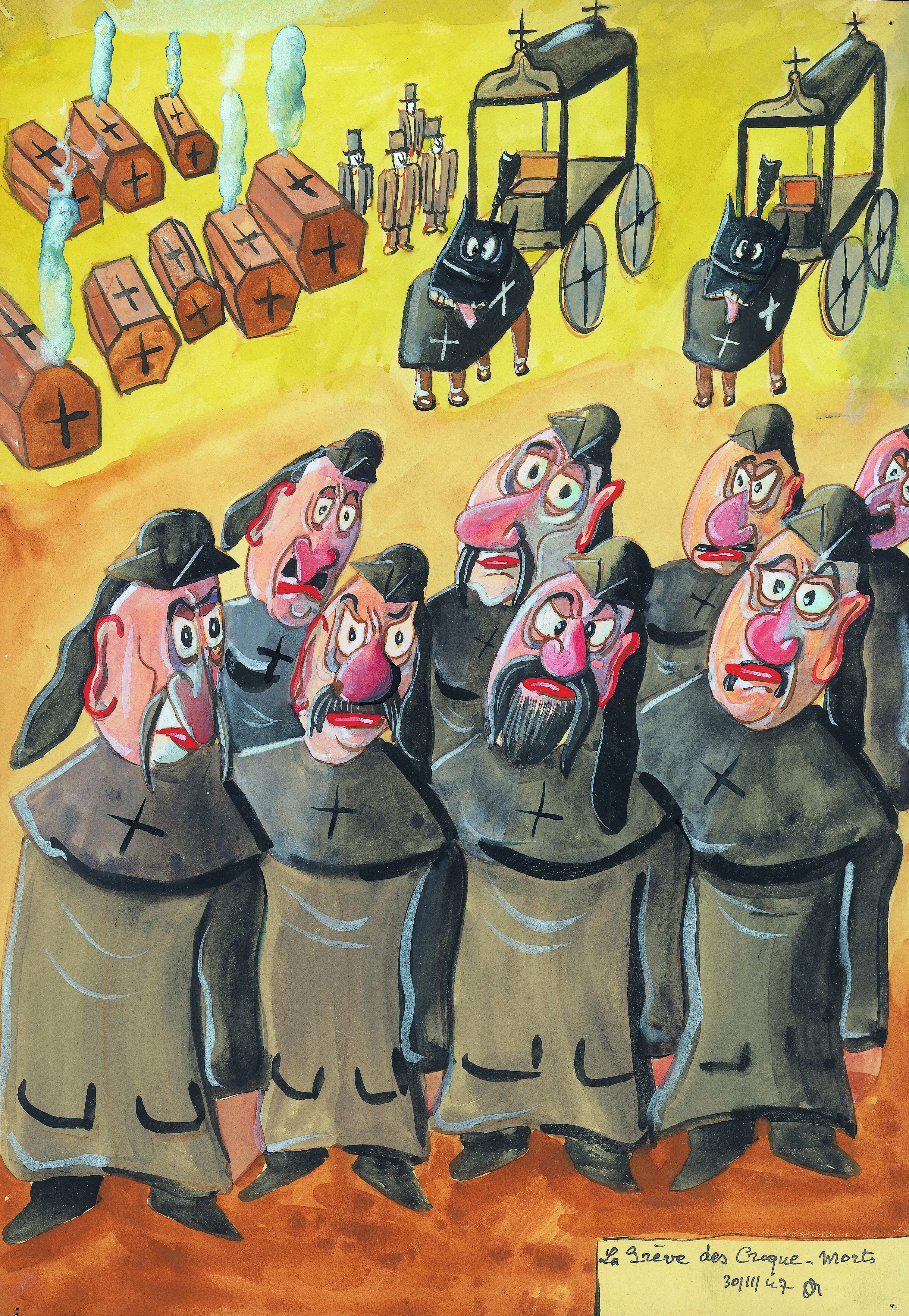
La Grève des croque-morts par André De Meulemeester.

À partir de 1931 et jusqu'à sa mort, De Meulemeester s'adonna au dessin et à l'aquarelle. Son œuvre, riche de plus de 1 400 pièces, a été donnée en 2009 par Axel Ghyssaert et Anne-Marie De Meulemeester (son gendre et sa fille) à l'association Bruges Art Route qui s'emploie à inventorier et faire connaître cette œuvre jusqu'alors inconnue. Elle se caractérise par une maîtrise professionnelle de l'art du dessein, et par une thématique humoristique, sarcastique, voire cynique, avec une grande connaissance de la condition humaine et une vue aimable mais sans grandes illusions sur l'homme et son environnement.
À l'occasion des Journées du patrimoine en septembre 2011 une première exposition eut lieu dans l'atelier Flori Van Acker à Bruges. Une seconde eut lieu les 21 et 22 avril 2012, également à Bruges.
Le conservateur honoraire Jan Hoet a déclaré au sujet de cette œuvre apparentée à celle de James Ensor : «... Incroyable, couleurs puissantes, œuvre forte, compositions fantastiques, quelle imagination, quelle découverte... ». Depuis 2010 l'étude et l'inventaire de cette œuvre parfaitement inconnue se poursuit, en vue de publications et d'expositions.